# Abu-Muslim Amajev
Abu-Muslim Aptijevitj Amajev (ryska: Абу-Муслим Аптиевич Амаев), född 11 december 1999, är en rysk-bulgarisk brottare som tävlar i grekisk-romersk stil.

## Karriär
Vid EM 2025 i Bratislava tog Amajev silver i 67 kg-klassen efter en finalförlust mot azeriske Häsrät Cäfärov.